# Simon Snyder
Simon Snyder, född 5 november 1759 i Lancaster i Pennsylvania, död 9 november 1819 i Philadelphia i Pennsylvania, var en amerikansk politiker (demokrat-republikan). Han var Pennsylvanias guvernör 1808–1817. Vid tidpunkten av Snyders död var det meningen att han skulle tillträda som senator men han hann dö först.
Snyder arbetade i sin ungdom bland annat som handlare och fredsdomare.
Snyder efterträdde 1808 Thomas McKean som Pennsylvanias guvernör och efterträddes 1817 av William Findlay. Snyder avled 1819 och gravsattes på Old Lutheran Cemetery i Selinsgrove. Snyder County har fått sitt namn efter Simon Snyder. Han var av tysk härkomst.